# Monoplex penniketi
Monoplex penniketi is een slakkensoort uit de familie van de Ranellidae. De wetenschappelijke naam van de soort is voor het eerst geldig gepubliceerd in 1998 door Beu.